# Hišám Kandíl
Hišám Kandíl, PhD. (* 17. září 1962, arabsky هشام قنديل) je egyptský politik a inženýr, v letech 2012–2013 premiér Egypta, dříve ministr vodních zdrojů a zavlažování.

## Život
Studoval na Káhirské univerzitě, které ukončil roku 1984, poté v letech 1988–1993 zavlažování jako doktorský program na North Carolina State University. Po studiích pracoval v letech 1999–2005 na egyptském ministerstvu zavlažování. Po odchodu z ministerstva pracoval v Africké rozvojové bance. Dne 21. července 2011 byl jmenován ministrem zavlažování. 24. července 2012 byl jmenován egyptským premiérem, jeho vláda byla jmenována na začátku srpna. Resignoval 8. července 2013.
Je ženatý a má 5 dcer.